# ادوارد، پسرم
ادوارد، پسرم (به انگلیسی: Edward, My Son) فیلمی ۱۱۲ دقیقه‌ای به کارگردانی جرج کیوکر با بازی اسپنسر تریسی محصول کشور ایالات متحده آمریکا است.